# Hoven Sogn
Hoven Sogn er et sogn i Skjern Provsti (Ribe Stift).
I 1800-tallet var Hoven Sogn, der hørte til Nørre Horne Herred i Ringkøbing Amt, anneks til Sønder Omme Sogn, der hørte til Nørvang Herred i Vejle Amt. Trods annekteringen dannede de to sogne hver sin sognekommune. Hoven blev ved kommunalreformen i 1970 indlemmet i Egvad Kommune, som ved strukturreformen i 2007 indgik i Ringkøbing-Skjern Kommune.
I Hoven Sogn ligger Hoven Kirke.
I sognet findes følgende autoriserede stednavne:
- Barslund (bebyggelse, ejerlav)
- Barslund Mose (areal)
- Blåbjerg (areal)
- Degnehøje (areal)
- Dyrvig (bebyggelse, ejerlav)
- Felding Mose (areal)
- Gammelager (bebyggelse)
- Grimlund (bebyggelse, ejerlav)
- Hoven (bebyggelse)
- Hulmose (bebyggelse, ejerlav)
- Hårkær Plantage (areal)
- Keldbæk Høj (areal)
- Knaplund (bebyggelse)
- Krageris (bebyggelse)
- Kratbanke (areal, bebyggelse)
- Lakkenborg Mark (bebyggelse)
- Nørre Grene (bebyggelse, ejerlav)
- Okslund (bebyggelse, ejerlav)
- Påbøl (bebyggelse, ejerlav)
- Påbøl Plantage (areal)
- Sønder Grene (bebyggelse, ejerlav)
- Sønderkær Bæk (vandareal)
- Tirsbjerg Knap (areal)
- Tohøje (areal)
- Torsbæk (bebyggelse, vandareal)
- Vester Grene (bebyggelse)
- Vesterhede (areal)
- Ørbæk (bebyggelse, ejerlav)
- Ørbæk Mark (bebyggelse)